# Psellocoptus buchlii
Espèce
Psellocoptus buchlii est une espèce d'araignées aranéomorphes de la famille des Corinnidae.

## Distribution
Cette espèce est endémique de l'État d'Aragua au Venezuela,. Elle se rencontre vers Maracay.

## Étymologie
Cette espèce est nommée en l'honneur de Harro Buchli.

## Publication originale
- Reiskind, 1971 : The South American Castianeirinae. I. The genus Psellocoptus (Araneae: Clubionidae). Psyche, Cambridge, 78: 193-202 (texte intégral).